# Круглов, Георгий Георгиевич
Круглов, Георгий (Георг) Георгиевич (15 [28] октября 1905, Рига, Лифляндская губерния — 4 января 1984, Рига, Латвийская ССР) — латвийский художник-керамист и химик, глава оргбюро по созданию Союза художников Латвии в 1944 году, заслуженный деятель искусств Латвийской ССР (1945), профессор Латвийской академии художеств.

## Биография
Георгий Георгиевич Круглов родился в рабочей семье в Риге 28 октября 1905 года.
В 1924 году закончил Рижскую городскую русскую среднюю школу и поступил в Латвийскую Академию художеств, в мастерскую керамики профессора Рудольфа Пельше, которую окончил в 1930 году.
Повышал квалификацию в Техникуме керамики в Бунцлау (Германия, ныне Польша) под руководством профессоров Э.Берделя и А.Хеннига, развивавших методологию мастерской Bauhaus.
В 1932 году устроился технологом на Рижскую фарфоро-фаянсовую фабрику Товарищества «М. С. Кузнецов» в Риге.
Одновременно преподавал с 1933-го по 1940 год в Рижском училище прикладного искусства.
Как художник он был склонен к эксперименту, искал новые формы и технологии изготовления фарфора, заслужив признание, когда Рижская фабрика получила Гран-при в 1935 году (Брюссель) и в 1937 году (Париж).
В июле 1940 года был назначен директором национализированного предприятия Кузнецовых. Менее чем за год под его руководством проводится техническое перевооружение завода, устанавливаются новые горны, благодаря чему к февралю 1941 года национализированная «Фарфоро-фаянсовая фабрика Кузнецова» выходит по выпуску фарфоровой посуды на уровень 1914 года.
После эвакуации в советский тыл вступил добровольцем в 201-ю Латышскую стрелковую дивизию. Работал художником Второго Прибалтийского фронта.
После освобождения Латвийской ССР и Риги от немецко-фашистских захватчиков с октября 1944 года возглавлял организационное бюро Союза художников Латвийской ССР.
С осени 1944 года его жизнь была посвящена преподаванию: получив приглашение возглавить Мастерскую керамики Латвийской академии художеств, он до 1974 года он возглавлял кафедру и отделение керамики (с 1963 года — отделение декоративно-прикладного искусства).
В 1944—1945 и 1947—1967 годах Круглов был проректором по учебной части этого вуза.
В 1961 году Г. Г. Круглов избран профессором.
Участвовал в международных выставках, продолжал сотрудничать с Рижской фарфоро-фаянсовой фабрикой, разрабатывая для неё уникальные изделия.
Скончался в Риге 4 января 1984 года и был похоронен на 1-м Лесном кладбище в Риге.

## Вклад в искусство
Круглов стал одним из ярких мастеров декоративной керамики, создавая ансамбли малых форм для парков, общественных зданий, жилых интерьеров. Он экспериментировал с материалом, используя крупнозернистые массы для усиления декоративного эффекта монументальных композиций, когда глазурованный рельеф создавал эффект природной россыпи самоцветов в горной породе. Первым в СССР он начал изготавливать ландшафтную керамику абстрактных форм.
Г. Г. Круглов был хорошим организатором: он старался развивать материально-техническую базу мастерских Художественного фонда, чтобы полученные опытным путём новые рецептуры и свойства глазурей, эксперименты с пластикой и технологиями обжига латвийские художники могли представить на республиканских, всесоюзных и международных выставках и конкурсах. Молодым керамистам были доступны экспозиционные площади и открытые пространства в центре Риги, что помогло росту популярности керамической отрасли советской Латвии.

## Ученики
- Валдис де Бурс
- Дайнис Крастиньш
- Дзинтра Индриксоне
- Петерис Мартинсон
- Олита Аболиня
- Хелга Мелнбарде-Крисберга
- Виолета Ятниеце
- Илга Ванага
- Айя Зиле
- Корнелия Озолиня
- Мара Линкайте
- Леон Лукшо
- Сильвия Шмидкен